# Estación Indio Rico
Indio Rico es una estación ferroviaria ubicada en el Partido de Coronel Pringles, en la Provincia de Buenos Aires, Argentina.

## Servicios
Es una estación del ramal perteneciente al Ferrocarril General Roca, desde la Coronel Dorrego hasta la estación Juan E. Barra.
No presta servicios de pasajeros desde 1977. Sus vías están concesionadas a la empresa privada de cargas Ferrosur Roca.